# Кессьякофф, Фредрик
Фредрик Карл Вильхельм Кессьякофф (швед. Fredrik Carl Wilhelm Kessiakoff, 17 мая 1980 года, Нака, Швеция) — шведский профессиональный маунтинбайкер и шоссейный велогонщик. Призёр чемпионатов мира и Европы, многократный чемпион Швеции в маунтинбайковых дисциплинах. Участник Летних Олимпийских игр 2004 и 2008 годов. Победитель этапа Вуэльты Испании.

## Победы

### Маунтинбайк
| 2001 - Чемпион Швеции, индивидуальная гонка на время 2002 - Чемпион Швеции, индивидуальная гонка на время - Чемпион Швеции до 23 лет, кросс-кантри - Кубок Швеции в общем зачёте 2004 - Чемпион Швеции, кросс-кантри 2006 - Чемпион Швеции, эстафета - Чемпион Швеции, кросс-кантри - Чемпионат Европы, эстафета — 3-е место - Чемпионат мира, кросс-кантри — 3-е место | 2007 - Чемпион Швеции, индивидуальная гонка на время - Чемпион Швеции, кросс-кантри - Чемпионат Европы, кросс-кантри — 3-е место 2008 - Чемпион Швеции, индивидуальная гонка на время - Чемпион Швеции, кросс-кантри |

### Шоссе
| 2011 - Тур Австрии — этап 2 и генеральная классификация 2012 - Вуэльта Испании — этап 11 - Тур Швейцарии — этап 7 |

## Статистика выступлений наГранд Турах
| Гранд Тур | 2009 | 2010 | 2011 | 2012 | 2013 |
| --------- | ---- | ---- | ---- | ---- | ---- |
| Джиро     | 50   | -    | -    | -    | 90   |
| Тур       | -    | -    | -    | 60   | сход |
| Вуэльта   | 72   | -    | 34   | 61   | -    |